# جلان تورنر
جلان تورنر (بالإنجليزية: Glen Turner)‏ هو لاعب دوري الرغبي نيوزيلندي، ولد في 22 فبراير 1979 في كرايستشرش في نيوزيلندا.